# Corte General de Nuevo Hampshire
La Corte General de Nuevo Hampshire  (en inglés: General Court of New Hampshire) es la legislatura estatal (órgano encargado del Poder legislativo) del estado de Nuevo Hampshire, en Estados Unidos. La cámara baja es la Cámara de Representantes de Nuevo Hampshire, con 400 miembros, mientras que la cámara alta es el Senado de Nuevo Hampshire, con 24 miembros. Esta proporción de 1 escaño en el Senado por cada 16,67 escaños en la Cámara hace que la proporción de Nuevo Hampshire entre los escaños de la Cámara Alta y la Cámara Baja sea la más grande del país.
Durante la sesión 2018-2020, la Corte General de Nuevo Hampshire estuvo controlada por los demócratas, con una mayoría de 14-10 en el Senado y una mayoría de 230-156-1 en la Cámara, con 13 escaños vacantes al final de la sesión. El 3 de noviembre de 2020, los republicanos ganaron el control de la Corte General al ganar una mayoría de 14-10 en el Senado y una mayoría de 213-187 en la Cámara.
La Corte General se reúne en la Casa del Estado de Nuevo Hampshire, ubicada en el centro de Concord . La Casa del Estado se inauguró en 1819. La Cámara de Representantes sigue reuniéndose en sus cámaras originales, lo que convierte a la Cámara de Representantes en la cámara más antigua de los Estados Unidos que todavía se utiliza en forma legislativa.[cita requerida] Cuando se instalaron asientos numerados en el salón de la Cámara de Representantes, el número trece se omitió deliberadamente como muestra de respeto a los triscaidecafóbicos.
El salario anual de los legisladores está fijado por ley en $ 100.00.

## Cámara de Representantes de Nuevo Hampshire
La Cámara de Representantes consta de 400 miembros provenientes de los 204 distritos en todo el estado creados a partir de divisiones de los condados del estado, cada uno de los cuales tiene aproximadamente 3,000 residentes por cada legislador.
A diferencia de muchos salones de cámaras legislativas, en este no hay un "pasillo" central que cruzar. En cambio, hay cinco secciones con pasillos entre ellas. La ubicación de los asientos del partido no se aplica, ya que los asientos a menudo se deciden según la preferencia personal del legislador, excepto en el caso de la sexta sección, que es el asiento del orador en la cabecera de la sala.

## Senado de Nuevo Hampshire
El Senado de Nuevo Hampshire se ha reunido desde 1784. Consta de 24 miembros que representan distritos del Senado según la población. A partir de la sesión legislativa 2021-22, habrá 14 republicanos y 10 demócratas en el Senado.

## Cobertura mediática
La Prensa de la Casa de Estado de Nuevo Hampshire cubre los eventos de la Corte General para periódicos, servicios de noticias y otras operaciones de recopilación de noticias. El sitio web de la Corte General de Nuevo Hampshire tiene calendarios y agendas tanto para la Cámara como para el Senado.
En 2014, el Pew Research Center informó que Nuevo Hampshire tenía uno de los cuerpos de prensa estatales más pequeños del país, con cinco reporteros a tiempo completo y nueve reporteros adicionales a tiempo parcial.